# Col du Somport
Pour les articles homonymes, voir Somport.
Le col du Somport est un col de montagne situé sur la frontière entre l'Espagne et la France à 1 631 ou 1 632 mètres d'altitude.

## Toponymie
Le col, dont le nom vient de l'occitan som signifiant sommet et pòrt signifiant col de montagne, eux-mêmes venant du latin summus et portus, était l'un des passages les plus empruntés dans la traversée des Pyrénées, par les soldats, les marchands et les pèlerins sur la Via Tolosane en provenance d'Oloron-Sainte-Marie (Pyrénées-Atlantiques) et en direction de l'Aragon (Camino aragonés).

## Géographie
Le col du Somport est le seul passage des Pyrénées centrales qui soit, sauf enneigement exceptionnel, accessible en toute saison.

## Histoire

### Histoire militaire
Au début du Ve siècle, à l'époque des invasions barbares qui ravagèrent l'Empire romain d'Occident, les Vandales, les Alains et les Suèves, bientôt suivis par des Wisigoths, venant de France, utilisèrent cette voie relativement aisée pour pénétrer en Espagne. La voie romaine qui y mène, connue sous le nom de Via Tolosane, fut également empruntée par les musulmans au début du VIIIe siècle dans leur tentative manquée de conquête de la France. Le col a fait l'objet d'un partage entre France et Aragon, dans le cadre du traité des Pyrénées (1659), reprenant les termes des usages du Traité de la Vesiau (XIIe siècle).
Le col fut fortifié au XVIe siècle par les Habsbourg pour se protéger d'une invasion des Français, qui ne se produisit pas avant la guerre d'indépendance espagnole et l'arrivée du général napoléonien Louis-Gabriel Suchet en 1808. Il fut suivi plus tard par le colonel Léonard Morin, qui nota dans les Mémoires du 5e régiment (1812-1813) les dangers du col et l’horrible existence de la population de Canfranc. Les Français quittèrent l'Espagne par la même route après la défaite contre le général Francisco Espoz y Mina en 1814.

### Histoire du pèlerinage
Le col fut sans conteste la voie la plus populaire pour les pèlerins de Saint-Jacques de Compostelle, jusqu'à ce qu'au XIIe siècle la pacification des zones contrôlées par les bandits navarrais ou basques fasse de la voie relativement plus aisée passant par le col de Roncevaux un chemin plus sécurisé. Le col présente peu d'intérêt en dehors du moderne Ermita del Pilar (1995) et de la beauté naturelle des montagnes. Saint-Jacques-de-Compostelle en est à 840 km.

### Histoire contemporaine
C'est un axe routier important des Pyrénées-Atlantiques et des Pyrénées, entre la vallée de l'Aragon et la vallée d'Aspe. Une voie de chemin de fer reliant Canfranc (Espagne) à Pau fut ouverte en 1928, mais fut fermée à cause de l'accident de train de marchandises du pont de l’Estanguet du 27 mars 1970.
Plus récemment, le tunnel du Somport passant sous les Pyrénées, long de 8,6 km, fut ouvert le 7 février 2003. Son coût s'éleva à près de 160 millions d'euros pour la partie espagnole et à 91,5 millions pour l'aménagement français. La construction du tunnel fut contestée, notamment en France, les opposants arguant du fait que le tunnel détruirait la beauté naturelle de la vallée d'Aspe. Ils réclamaient la réouverture de la ligne Pau - Canfranc. Le député Jean Lassalle fit les titres des journaux le 3 juin 2003 quand il interrompit les travaux de l'Assemblée nationale en entonnant le chant béarnais Se canta. Sa démarche visait à protester contre l'annonce par le ministre de l'Intérieur Nicolas Sarkozy du déplacement de 23 gendarmes affectés jusque-là à la garde du tunnel et basés à Urdos, vers la ville proche d'Oloron-Sainte-Marie, sous prétexte que leurs femmes s'ennuyaient à Urdos. Jean Lassalle considérait cette position comme une offense aux habitants d'Urdos.
Depuis la construction du tunnel, le col a une fréquentation bien moins importante.

## Sport

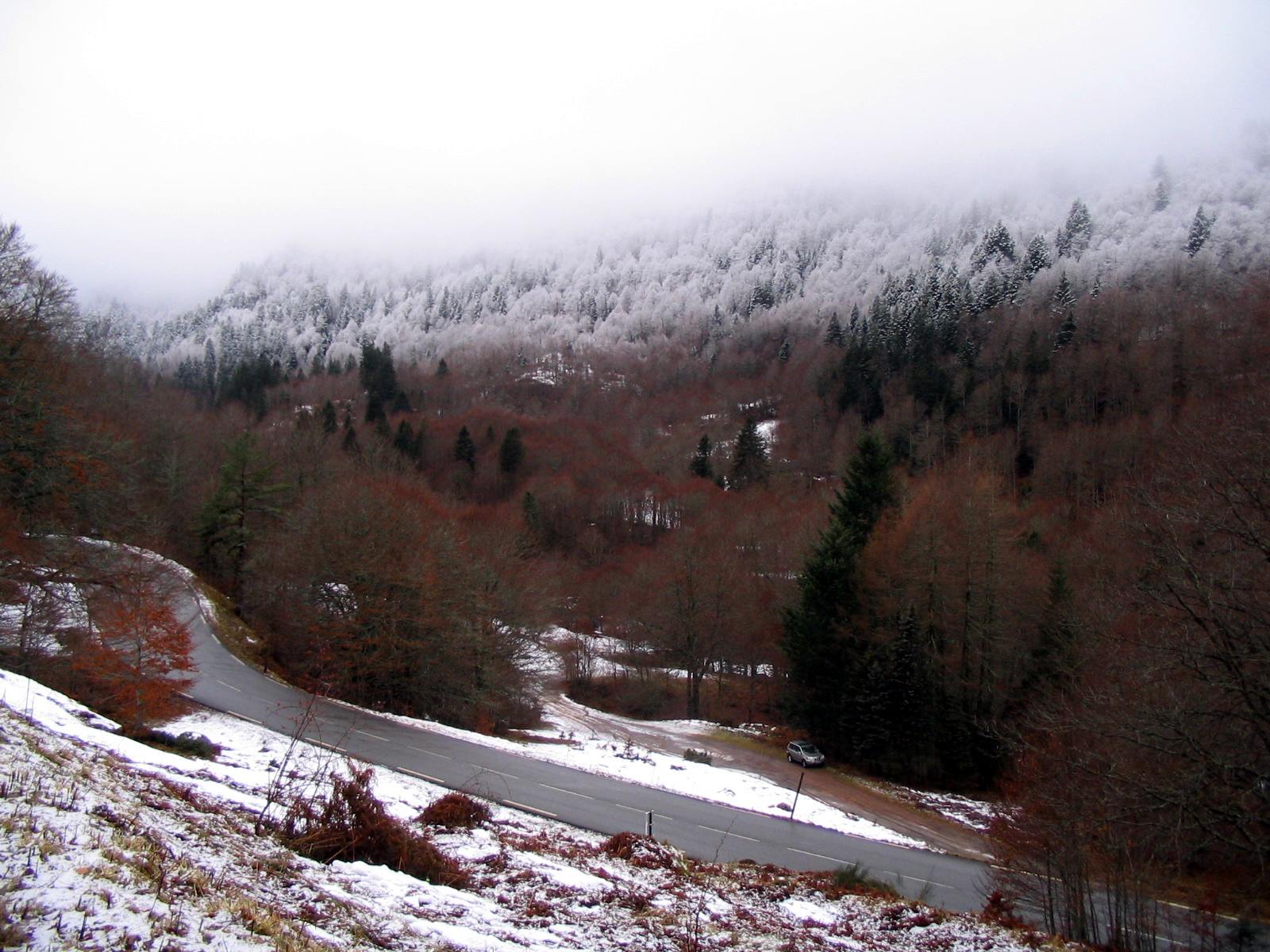
Montée vers le col - Sansanet.

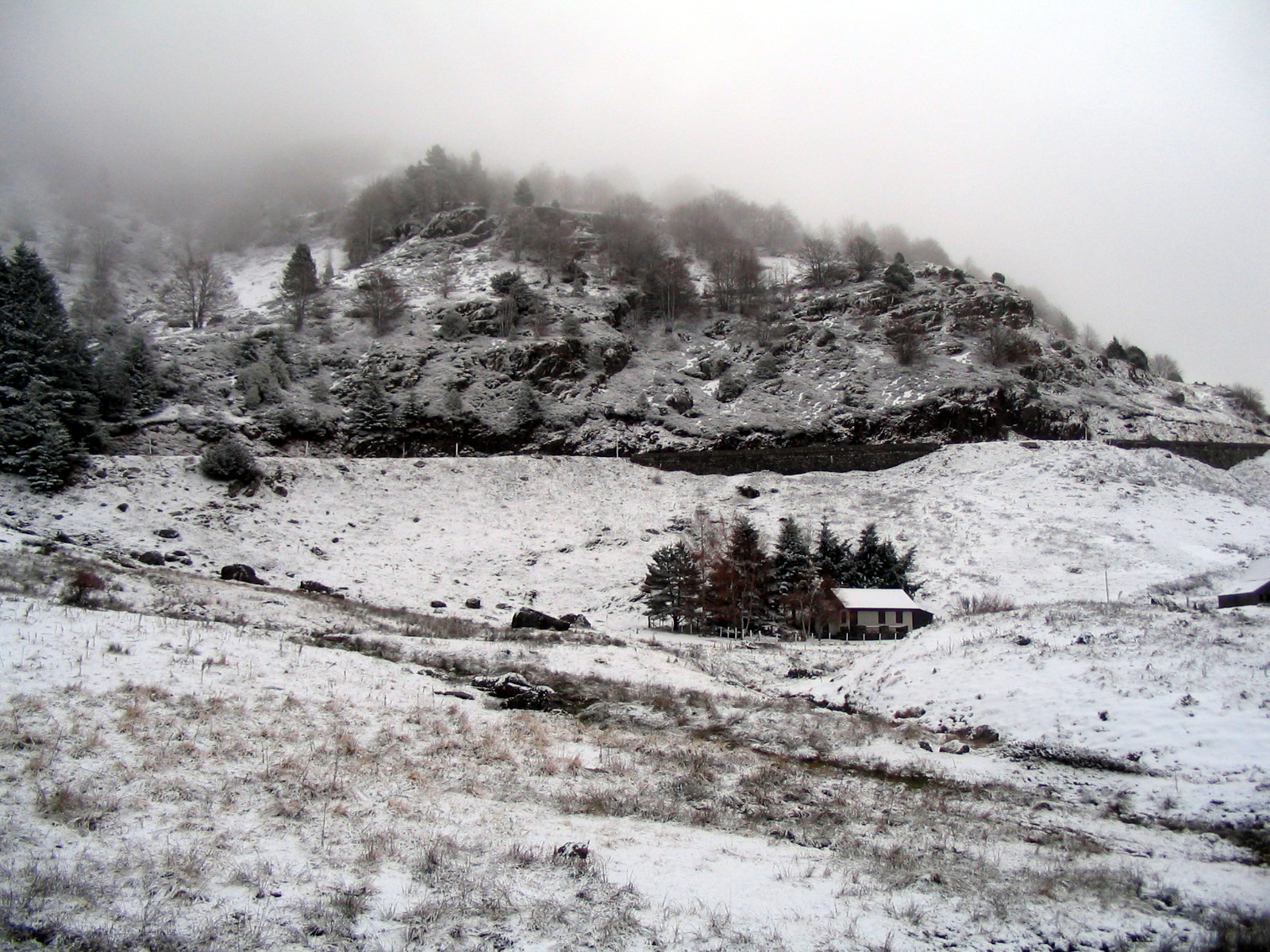
Peyrenère.

On peut y faire des randonnées toute l'année.
La neige y est présente de fin octobre à fin mai. Une piste de ski de fond de 34 km, partagée par l'Espagne et la France, a été tracée autour du col. Une partie de l'itinéraire appartient au domaine skiable espagnol de Candanchú et une autre à la station de ski de fond du Somport.